# Fortaleza do Monte

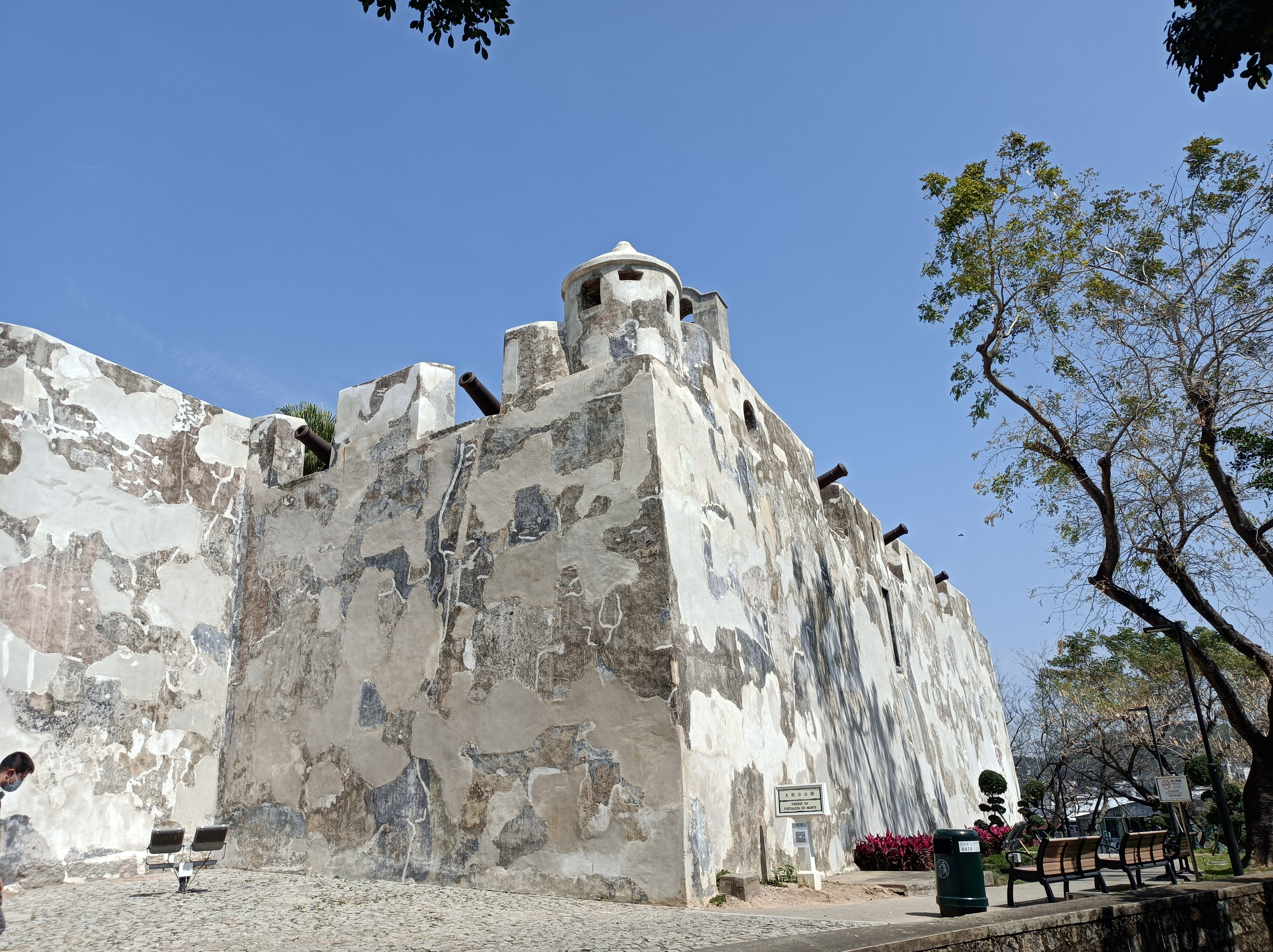
Turm der Fortaleza do Monte

Die Fortaleza do Monte (komplett: Fortaleza de Nossa Senhora do Monte São Paulo, deutsch Festung Unserer Lieben Frau vom Berg St. Paul) ist eine portugiesische Festung aus dem 17. Jahrhundert in Macau. Sie beherbergt seit 1998 das Museu de Macau. Die Festung bildet das Zentrum des historischen Zentrums von Macau, das im Juli 2005 von der UNESCO in die Liste des Weltkulturerbes aufgenommen wurde.

## Lage und Gestaltung

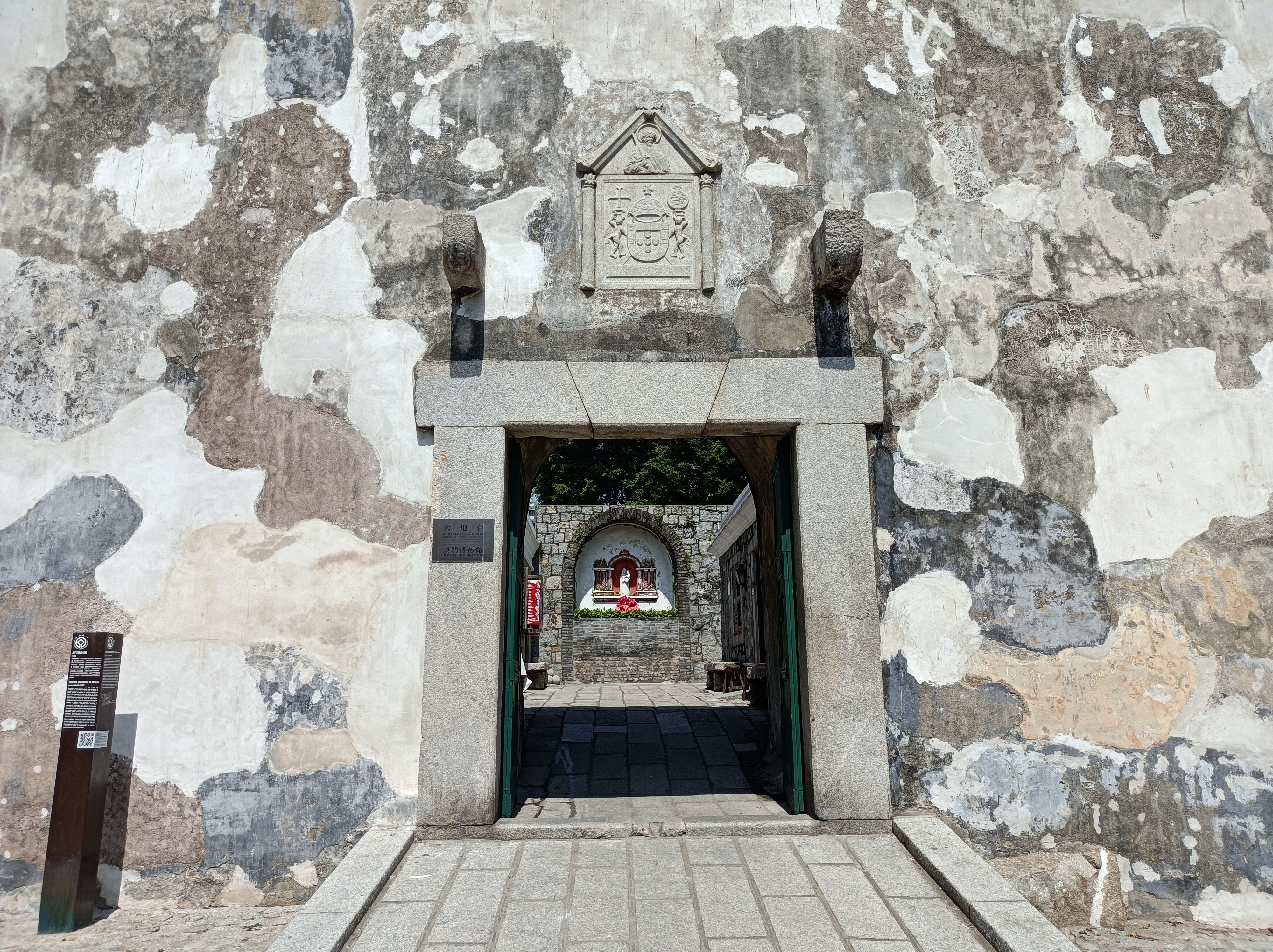
Eingang zur Festung

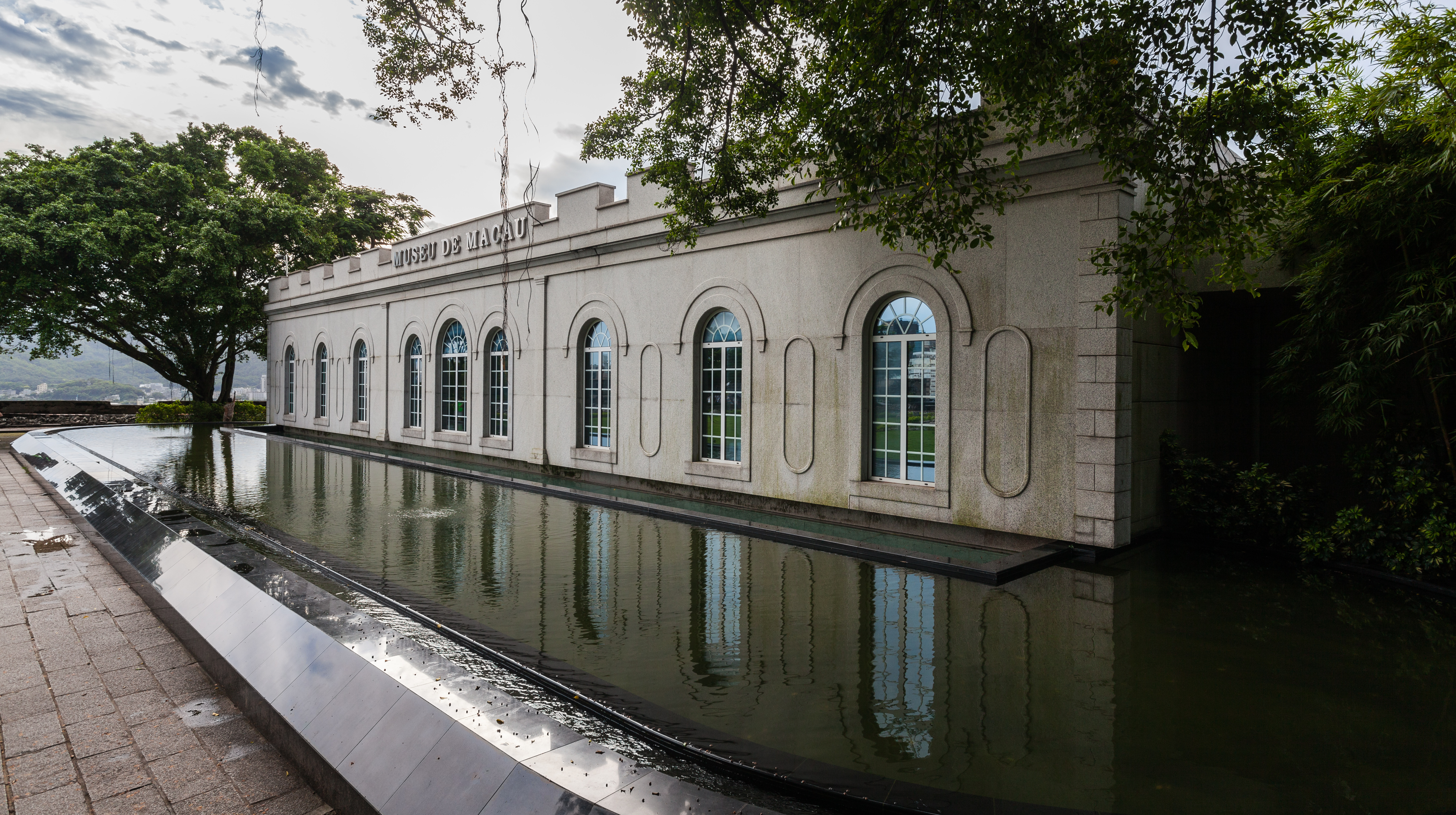
Das Museu de Macau

Die Fortaleza do Monte befindet sich im Stadtteil Santo António auf der Spitze des 52 Meter hohen Hügels Colina do Monte. Die Anlage hat eine Fläche von 8000 Quadratmetern und die Form eines Trapezes. An jeder der vier Ecken befand sich eine Bastion zum seitlichen Schutz des Festungswalls. Die neun Meter hohen und jeweils etwa 100 Meter langen Mauern im Nordwesten, Südosten und Südwesten wurden auf einem Granitsockel mit einer Breite von 3,7 Metern errichtet. Oben sind die Mauern noch 2,7 Meter breit. Auf den Bastionen im Südosten stehen Wachtürme. Als Baumaterial diente Erde, die mit einem dichten Mörtel aus gemahlenen Austernschalen versetzt wurde. Zwischen den Zinnen der Mauern befinden sich 32 Kanonen. Die Mauer, die dem chinesischen Festland zugewandt ist, hat keine Zinnen. Das lässt vermuten, dass die Festung nur Angriffe vom Meer, aber nicht vom Land abwehren sollte.
Der Haupteingang befindet sich an der südöstlichen Mauer. Innen stehen auf beiden Seiten des Tors Gebäude, die heute Museumsshop und Snackbar beherbergen. Außerdem gibt es in der Festung ein Café. Der Zugang in die Festung besteht aus einem kurzen, gewundenen Weg, der zur oberen Plattform führt, wo sich heute das Museum befindet. Dieses hat zudem zwei unterirdischen Ebenen. In der Gestaltung entspricht das Gebäude in der Größe außen den alten Militärunterkünften der Festungskaserne, die einst hier standen. In der westlichen Bastion, wo heute die Museumsgalerie eingerichtet ist, befand sich früher in unterirdischen Kellern das Munitionsdepot. Der Granit hier sorgte für eine besondere Stabilität. Die Ausstellung in der Galerie zeigt die Geschichte der Festungen Macaus, kulturelle Relikte, archäologische Funde und berichtet von Legenden, die sich um die Festung ranken. In der Inner Harbor Exhibition Area des Macao Museums war die Zisterne.
Auch in den vierhundert Jahren zuvor wurden immer wieder Umbauarbeiten durchgeführt und wurde renoviert. Beim früheren Eingang war ein Pulvermagazin. Auf der obersten Ebene stand ursprünglich ein dreistöckiger Turm, der ebenfalls mit Kanonen bestückt war. Daneben standen vier Häuserreihen, die als Unterkünfte für den Gouverneur, Beamte und Soldaten dienten. Auf beiden Seiten des Schlafsaales gab es Treppen, die zu den unteren Ebenen führten.

## Geschichte

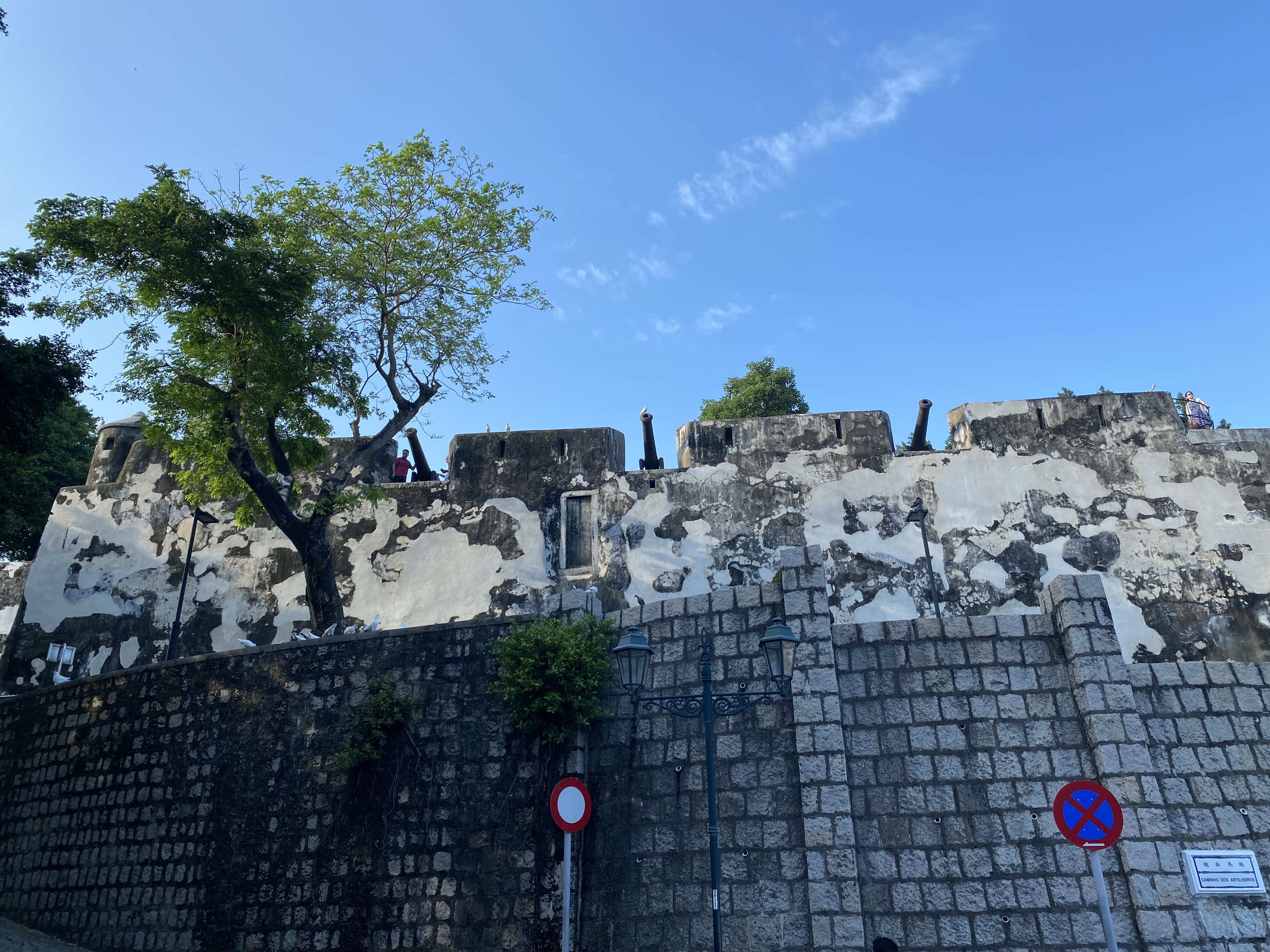
Kanonen der Fortaleza do Monte

Der Bau der Festung wurde von den Jesuiten 1617 begonnen und 1626 abgeschlossen. Ihre Ausrüstung mit Kanonen, Brunnen, Arsenal und Militärunterkünften sollte im Ernstfall einer Belagerung von bis zu zwei Jahren standhalten. Noch vor der Fertigstellung der Festung konnte dank ihrer Hilfe der niederländische Versuch der Eroberung von Macau abgewehrt werden. Dem Kaiserreich China diente die Fortaleza do Monte als Vorbild für eine Reihe von Festungen entlang der chinesischen Küstenlinie.
Von 1623 bis 1740 war die Fortaleza do Monte die Residenz des Kommandeurs der städtischen Verteidigung und des Gouverneurs, der gleichzeitig Chef des Militärstabs war.
1965 endete die militärische Nutzung der Fortaleza do Monte und eine Wetterstation wurde eingerichtet, die 1966 eröffnet wurde. Im September 1996 schloss die Wetterstation und man begann mit dem Aufbau des Museums. 1998 wurde das Museum de Macau eröffnet.